# Ichneumon stubaiicola
Ichneumon stubaiicola là một loài tò vò trong họ Ichneumonidae.